# Посольство России в Финляндии
Посольство России в Хельсинки (фин. Venäjän federaation Helsingin-suurlähetystö, швед. Rysslands ambassad i Helsingfors) — дипломатическое представительство Российской Федерации в столице Финляндской Республики городе Хельсинки.

## История отношений
Разрозненные племена, жившие на территории современной Финляндии, были завоёваны в середине 12 века более мощным и организованным шведским государством. На протяжении шести столетий Финляндия находилась под господством Швеции. Поселенцы из Швеции получали лучшие земли и налоговые льготы, шведская знать имела существенный приоритет перед финской, а шведский язык был единственным государственным. Коренные финны были в большинстве своём или фермерами-арендаторами, или солдатами, воюющими за шведскую корону. В результате Великой Северной войны Пётр I присоединил к России сначала Выборг, а затем и большую часть Финляндии. В течение 18 века Россия и Швеция неоднократно воевали за финскую территорию.
Наполеоновские войны окончательно подорвали могущество шведской империи. В 1809 году в результате очередной российско-шведской войны Финляндия была присоединена к Российской империи как автономное Великое княжество со своими сенатом и сеймом. Ряд политических и экономических реформ, предпринятых русским царём Александром Первым, давал определённые преимущества в развитии страны в различных направлениях. Финскому языку был придан статус государственного. Финляндия в течение более ста лет входила в состав Российской империи, вплоть до Октябрьской революции 1917 года.
Непосредственно перед Октябрьской революцией — 23 октября (5 ноября) 1917 года[уточнить] — финский сейм провозгласил Финляндию независимым государством. 18 (31) декабря 1917 года независимость Финляндии была признана советским правительством.
Отношения между новообразованной Советской Россией и Финляндией в первые годы после отделения отличались неровностью, двойственностью. Во многом это было вызвано тем, что на территории Финляндии действовали антисоветские силы.
В период между Октябрьской революцией 1917 года и Второй мировой войной отношения между Финляндией и СССР оставались холодными и напряжёнными. Атмосфера враждебности и недоверия спровоцировала в 1939—1940 году Советско-финскую войну, в результате которой была отодвинута граница от Ленинграда и к СССР была присоединена часть территории Финляндии.
В годы Великой Отечественной войны Финляндия воевала на стороне Германии. Лишь к моменту, когда положение Германии стало явно угрожающим, а сама Финляндия переживала сильнейший экономический кризис, вызванный войной, финны предпочли выйти из войны. 5 сентября 1944 года были прекращены боевые действия между советскими и финскими войсками, 19 сентября 1944 — заключено Соглашение о перемирии. Мирный договор с Финляндией был подписан 10 февраля 1947 года в Париже.
В 1948 году Советский Союз и Финляндия заключили Договор о дружбе, сотрудничестве и взаимной помощи, который действовал до 1991 года. Советско-финляндские отношения в послевоенный период активно развивались, характеризуясь интенсивным политическим диалогом и высокими темпами развития торгово-экономических отношений.
После распада СССР Финляндия признала Россию в качестве государства-правопреемника СССР 30 декабря 1991 года. В январе 1992 года был заключён российско-финляндский Договор об основах отношений. В настоящее время между Россией и Финляндией действует более 80 межгосударственных и межправительственных документов, регламентирующих практически все сферы двустороннего взаимодействия.

### Хронология дипломатических отношений
- 31 декабря 1920 года установлены дипломатические отношения с РСФСР на уровне миссий.
- 23 июля 1923 года установлены дипломатические отношения с СССР на уровне миссий.
- 29 ноября 1939 года дипломатические отношения прерваны правительством СССР.
- 12 марта 1940 года дипломатические отношения восстановлены на уровне миссий.
- 22 июня 1941 года дипломатические отношения прерваны правительством Финляндии.
- 6 августа 1945 года — дипломатические отношения восстановлены на уровне миссий.
- 18 июля 1954 года — миссии преобразованы в посольства.

## Здание посольства
Проект здания, в 1948 году, разработал архитектор Анатолий Стрижевский.
Посольство СССР в Хельсинки было построено в 1952 году в рамках выплаты Финляндией репарационных платежей СССР. Здание посольства является образцом сталинской архитектуры. В качестве строительного материала использованы гранит и стеатит.
В 2014 году было закончено строительство нового жилого корпуса площадью 15 тысяч м², возведённого по проекту архитектора Пекки Хелина. Стоимость строительства составила около 50 миллионов евро.